# Рыжухин, Борис Сергеевич
Борис Сергеевич Рыжухин (3 апреля 1917, Самарская губерния — 15 сентября 1997, Санкт-Петербург) — советский актёр театра и кино, народный артист РСФСР (1977).

## Биография
Борис Рыжухин родился 3 апреля 1917 года.
В 1941 году окончил ЛГИТМиК. Участвовал в Великой Отечественной, служил в армейском ансамбле. С 1945 по 1989 был актёром Большого драматического театра им. М. Горького. Был мастером эпизода.
Умер 15 сентября 1997 года. Похоронен в Санкт-Петербурге на Волковском кладбище.

## Признание и награды
- Народный артист РСФСР (1977)[1]
- Заслуженный артист РСФСР (1957)

## Творчество

### Роли в театре
На сцене Большого драматического театра исполнил свыше 60 ролей.
- «Безымянная звезда» Михаила Себастиана — Учитель
- «Варвары» М. Горького — Головастиков
- «Четвёртый» К. М. Симонова — Штурман
- «Карьера Артуро Уи» — Догсборо-сын)
- «Три сестры» А. П. Чехова — Ферапонт
- «Идиот» по Ф. М. Достоевскому — Птицын
- «Традиционный сбор» В. С. Розова — Евгений Пухов
- «Король Генрих IV» У. Шекспира — Шеллоу
- «Ханума» Авксентия Цагарели — Микич Котрянц
- «Три мешка сорной пшеницы» В. Ф. Тендрякова — Чалкин
- «Пиквикский клуб» — Президент суда
- «Волки и овцы» А. Н. Островского — Вукол Наумович Чугунов

### Фильмография
- 1952 — Разлом — матрос из патруля
- 1953 — Слуга двух господ — доктор Ломбарди, отец Сильвио
- 1953 — Любовь Яровая — Пикалов
- 1953 — Враги — Тимофей Ягодин, пожилой рабочий-ткач
- 1954 — Зелёный дол — агроном Гусев
- 1957 — Это случилось на Некрасовской — Медякин, инженер
- 1957 — Всего дороже
- 1958 — Наш корреспондент — Василий Петрович, редактор местной газеты в Бабкине
- 1958 — Дорогой мой человек — Рыбин, токарь, отец четверых детей
- 1958 — В дни Октября — министр труда Гвоздев
- 1959 — Ссора в Лукашах — Матвей Савельич Кожин, колхозник
- 1959 — Достигаев и другие — бородатый солдат
- 1960 — Победитель — Лиханин
- 1960 — Плохая примета
- 1960 — И снова утро — Олег Васильевич Одинцов, заместитель Северцева
- 1960 — Домой — Агафон
- 1962 — Коллеги — спутник Егорова
- 1962 — Душа зовёт
- 1962 — Грешный ангел — Николай Николаевич, учитель химии
- 1963 — Улица Ньютона, дом 1 — сосед снизу
- 1963 — Рембрандт — пастор
- 1963 — Всё остаётся людям — Сизов
- 1964 — Зайчик — комендант дома
- 1964 — Государственный преступник — криминалист
- 1965 — Обещание счастья
- 1965 — Рабочий посёлок — Макухин
- 1965 — Нос
- 1965 — Авария — прокурор
- 1966 — 12 стульев — Варфоломей Коробейников
- 1966 — Республика ШКИД
- 1966 — Кто придумал колесо?
- 1967 — 31-й отдел
- 1968 — Шестое июля — Георгий Васильевич Чичерин
- 1968 — Гроза над Белой
- 1969 — Пятеро с неба — советский дипломат
- 1969 — Смерть Вазир-Мухтара — Родофиникин
- 1970 — Счастье Анны — взводный
- 1970 — До восстребования — почтальон Мамохин
- 1972 — Дом на Фонтанке
- 1972 — Двенадцать месяцев — Январь
- 1973 — Старая крепость — учитель гимназии
- 1974 — Ещё не вечер — Василий Петрович
- 1977 — Красные дипкурьеры — Георгий Васильевич Чичерин
- 1978 — Мятежная баррикада
- 1980 — Приключения Шерлока Холмса и доктора Ватсона — Чарльз Милвертон
- 2000 — Воспоминания о Шерлоке Холмсе — Чарльз Милвертон (хроника)